# Jacopo del Conte

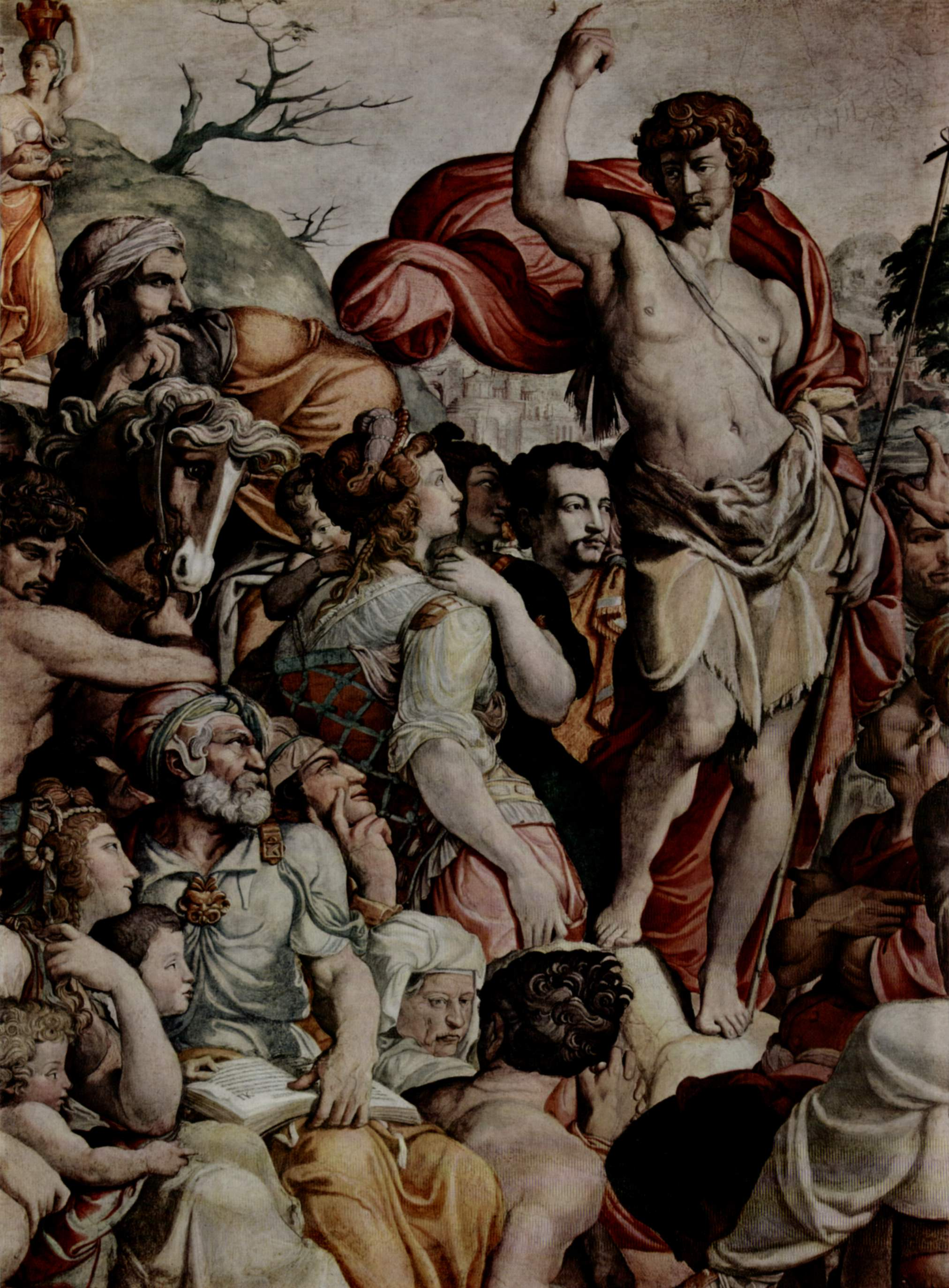
Prediking van Johannes de Doper (detail)

Jacopo del Conte (Florence, 1513 - Rome, 9 januari 1598) was een Italiaans kunstschilder die behoorde tot de stijlperiode van het maniërisme (late renaissance). Hij wordt ook vaak Jacopino del Conte genoemd.

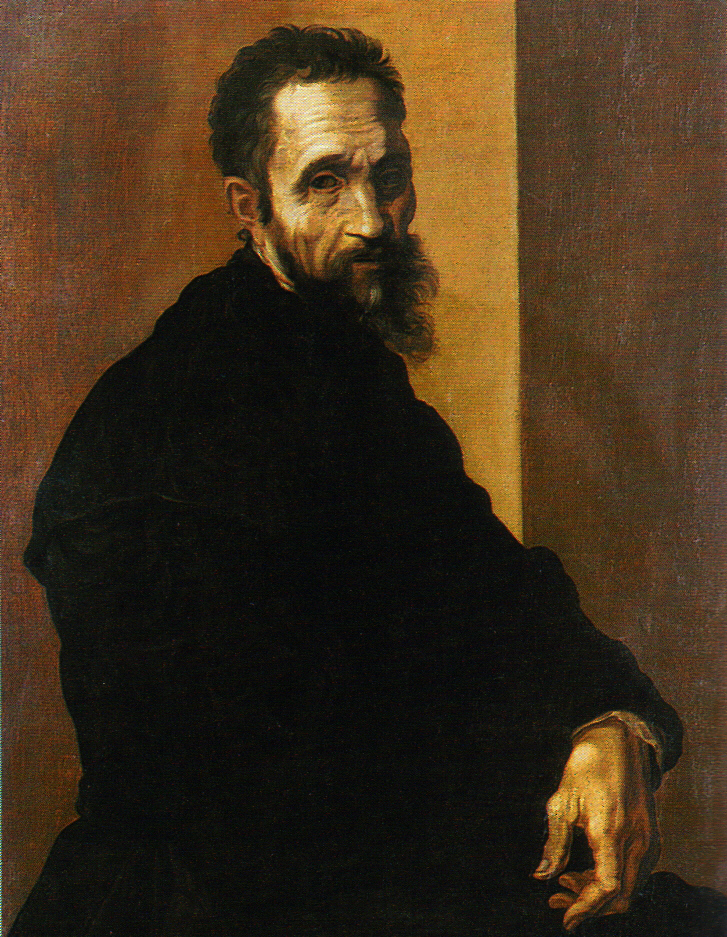
Portret van Michelangelo door Jacopo del Conte (Metropolitan Museum of Art in New York)

## Leven en werk
Hij was een leerling van de kunstschilder Andrea del Sarto. Hij heeft gewerkt in Florence en Rome en was bevriend met Michelangelo van wie hij een beroemd portret maakte dat zich bevindt in het Metropolitan Museum of Art in New York (zie afbeelding). Hij heeft in de San Giovanni Decollato te Rome fresco's geschilderd, waaronder De aankondiging aan Zacharias, De prediking van Johannes de Doper (zie afbeelding) en de doop van Christus. De prediking van Johannes de Doper was gebaseerd op een fresco van Perino del Vaga. Tevens bevindt zich aldaar een altaarstuk van zijn hand waarvan het ontwerp soms wordt toegeschreven aan Daniele da Volterra.
Samen met Girolamo Siciolante da Sermoneta voltooide hij in 1548-1549 de fresco's van Perino del Vaga in de Remigius-kapel van de San Luigi dei Francesi in Rome. Deze fresco's zijn geschilderd in de stijl van Rafaël en ze beelden de Doop van Clovis uit.